# Pierre Bouvet de Maisonneuve
Pour les articles homonymes, voir Bouvet de Maisonneuve, Bouvet et Maisonneuve.
Pierre René Servan Bouvet de Maisonneuve (Saint-Servan, 10 avril 1750 - Paris, 15 mars 1795) est un officier de marine français, père de Pierre François Étienne Bouvet de Maisonneuve.

## Biographie
Volontaire au commerce dès 1764, il participe à des campagnes à Terre-Neuve, aux Antilles et aux Indes avant d'être reçu en 1778 capitaine marchand et d'être admis comme officier auxiliaire dans la Marine royale.
Embarqué sur la Belle-Poule, il est grièvement blessé lors du combat du 15 juin 1778. Nommé lieutenant de frégate, il sert ensuite dans l'escadre de d'Orvilliers dans la Manche puis dans l'Atlantique sur l' Actif.
Promu capitaine de brûlot en janvier 1781, il fait partie de l'escadre de Suffren sur l' Artésien et est de nouveau blessé à la bataille de Porto Praya. En 1782, il passe sur la Bellone, se bat à Provedien le 12 avril et, devant Negapatam parvient à capturer un navire ennemi.
Il se fait encore remarquer à la prise de Trinquemalay et revient en France en 1783. Commandant de la Fortune, nommé lieutenant de vaisseau en 1786, il fait campagne aux Indes sur le Nécessaire et devient capitaine de vaisseau en 1792.
Commandant de l' Aréthuse dans l'escadre de Truguet (1792), il prend part aux opérations de Sardaigne.
Chef de division à Toulon (1793), il commande le Patriote pendant la révolte de la ville et parvient à obtenir de Hood un sauf-conduit qui lui permet de rejoindre Brest en octobre 1793 avec quatre vaisseaux. Une incompréhension de son exploit le fait aussitôt être emprisonné malgré ses vives protestations. Il n'est libéré que le 1er janvier 1795 sans s'être remis de cette injustice et meurt le 15 mars.